# 酸化亜鉛
酸化亜鉛（さんかあえん、zinc oxide）とは、化学式 ZnO で表される亜鉛の酸化物である。亜鉛華や亜鉛白とも呼ばれる。白色顔料として工業などに利用されたり、化粧品、日焼け止め、医薬品にも使われる。

## 物性
常温常圧で酸化亜鉛は、白色の固体として存在する。すなわち、広い波長域にわたって光を反射する特性を持っている。ただし、高純度の粉末は透明感を持つ。水には不溶だが、酸とも塩基とも反応し、例えば、以下のような反応が進む。
ZnO + 2HCl → ZnCl2 + H2O
ZnO + 4NH4OH → Zn(NH3)4(OH)2 + 3H2O
さらに、皮脂から遊離した脂肪酸とも反応し、微量の亜鉛イオンが発生する。また、地球の大気中に酸化亜鉛を放置すると、徐々に二酸化炭素を水と共に吸収する。
2ZnO + CO2 + H2O → Zn2CO3(OH)2
酸化亜鉛を約 300 ℃に熱すると黄変するものの、冷やすと元へ戻る。さらに加熱すると常圧では906 ℃で酸化亜鉛は揮発する。これは酸化亜鉛を炭素で還元するために必要な温度よりも低い。

## 生産
天然には紅亜鉛鉱として産出するが、アメリカ合衆国の2つの鉱山からしか産出しない希少鉱物である。また、ポーランドの亜鉛工場の煙突に析出した結晶が販売されている。
工業的には金属亜鉛を熱して気化させ、空気で燃焼させるか、硫酸亜鉛または硝酸亜鉛の熱分解で作る。
酸化亜鉛の2016年度日本国内生産量は 56,729 t である。

## 用途
酸化亜鉛を含んだ製剤を皮膚に塗布すると、皮脂から遊離した脂肪酸と酸化亜鉛が反応して亜鉛イオンを生ずるために、弱いながら、表皮収れん作用と抗菌作用を発揮する。酸化亜鉛の別名を「亜鉛華」と言うが、これを適切な軟膏の基剤に分散させて「亜鉛華軟膏」を製造し、これを外用剤として医薬品として用いる場合がある。他に、亜鉛華デンプンに加工して、ベビーパウダーなどとして用いる場合もある。また、酸化亜鉛は日焼け止め剤として一般的に使われる。
その白さを化粧品として利用し、例えば白粉などに用いられる場合もある。かつて用いられていた鉛白と比べると、酸化亜鉛は軽量で被覆力は劣るものの、鉛白と比べて圧倒的に毒性が低い。鉛白を含んだおしろいが、その毒性のために製造禁止になったのとは対照的である。
また、酸化亜鉛は硫化水素で黒変しないため、絵の具などに用いる白色顔料として重要である。その他に、以下のような用途が存在する。
- 電子部品（バリスタ、鉱石検波器）
- 半導体
- 透明電極
- 光触媒
- 避雷器
- 軽オフセット印刷
  - 酸化亜鉛を感光体として使用する。光をあてた部分が導電化することによって表面に帯電した電荷が中和され、液体トナーが吸着しない。未露光の部分に液体トナーが吸着する。現像、定着、親水化処理を行って版を作る。

## 研究
透明で導電性を持つことから、液晶ディスプレイに使われる透明電極の材料や、半導体（酸化物半導体）でもあるため、2004年に東北大学金属材料研究所の研究グループによって青色発光ダイオードの開発が発表されて以降、発光デバイスなどへの応用も期待されていたが、耐酸性が極めて弱くリソグラフィーなどでの取り扱いが難しい。
ZnOのバンドギャップは、窒化ガリウム（GaN）と同じ程度の約 3.37 eVで励起子の束縛エネルギーが、他の半導体(GaN 28 meV, ZnSe 19 meV)と比べて、非常に大きい(60 meV)ことが特徴で、薄膜は圧電性を示す。半導体素子にはP型ZnOが必要不可欠だが、ZnOは酸素空孔や格子間位置亜鉛などの欠陥が電子を生成し易い。そのため、N型半導体になり易く、P型半導体を製造することが困難だった。しかし、近年、P型半導体の製造技術が開発され、発光ダイオードや紫外光半導体レーザーなどの用途への期待が高まりつつある。
2014年6月5日、大阪大学の芦田昌明らの研究チームが、酸化亜鉛を用いて世界最小の1 μmの球形結晶の製造に成功したと発表した。